# Lorenzo Cybo
Lorenzo Cybo (Sampierdarena, 20 de julio de 1500 - Pisa, 14 de marzo de 1549) fue un general italiano y duque de Ferentillo.

## Biografía
Nació del matrimonio de Francisco Cybo, hijo legitimado del Papa Inocencio VIII, y de Magdalena de Médici, quien era hija de Lorenzo el Magnífico. 
Su tío, papa León X, arregló su unión con la heredera de la rama principal de la familia Malaspina, Ricarda, con quien se casó el 14 de mayo de 1520 y juntos fundaron la familia Cybo-Malaspina, sucesivos marqueses, príncipes y finalmente duques de Massa y Carrara.
Después de permanecer en la corte francesa, en 1524 recibe el cargo de gobernador de Spoleto, y desde 1530 fue comandante general del Estado Pontificio, gracias a la influyente posición en la curia de su hermano Inocencio.
Su esposa fue descrita como una mujer con un carácter “feroz y perverso”. Después de haber obtenido del emperador Carlos V la investidura suo iure de los feudos de su padre en 1529, Ricarda defendió obstinadamente sus prerrogativas incluso contra su marido y su hijo Julio, que querían socavarlas, y a menudo ha sido considerada el origen de las numerosas desavenencias familiares que culminaron en 1548 con la decapitación de Julio en Milán.

## Hijos
- Leonor (Massa, 1 de marzo de 1523 – Florencia, febrero de 1594), casada con  Giovanni Luigi Fieschi en 1543. Al quedar viuda, tomó los hábitos en el Monasterio delle Murate de Florencia, lugar de su muerte.
- Julio I (Roma, 1525 – Milán, 18 de mayo de 1548), marqués de Massa y señor de Carrara durante unos meses, después de haber derrocado por la fuerza a su madre.
- Alberico I (Génova, 28 de febrero de 1534 – Massa, 18 de enero de 1623), marqués (más tarde príncipe) de Massa y señor (más tarde marqués) de Carrara de 1553 a 1623, siempre considerado legítimo, pero con toda probabilidad hijo del cardenal Inocencio, hermano de Lorenzo.

A estos hijos se suma Octavio, hijo ilegítimo, doctor en Leyes, fallecido en 1580 y sepultado en la Basílica de Santa Maria sopra Minerva.